# Jessica Van Der Steen
Jessica Van Der Steen (Westmalle, 9 juli 1983) is een Belgisch model. Ze werd ontdekt toen ze in het Wijnegem Shopping Center als toeschouwer een modellenwedstrijd bijwoonde en uit het publiek werd
gepikt.
Haar eerste verschijning was in april 2000 op de cover van Ché. In september 2003 stond ze op de cover van de Nederlandstalige ELLE en in april 2004 op die van Votre Beauté. Nog in 2004 en in 2005 verscheen ze telkens in de badpakkenspecial van het Amerikaanse magazine Sports Illustrated.
Tegenwoordig doet Van Der Steen modellenwerk voor Victoria's Secret. In maart 2007 stond ze nog op de cover van de Duitstalige Cosmopolitan.